# Visera de proa

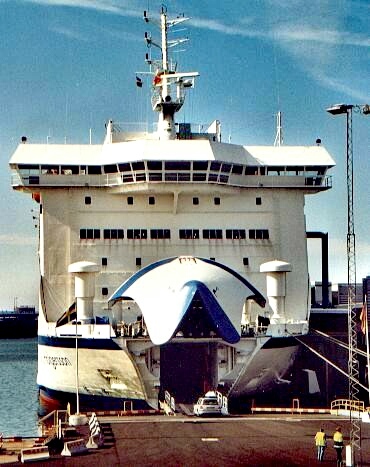
Visera de un ferry, para permitir la entrada y salida de vehículos.

Una visera de proa es una característica de algunos barcos, en particular los transbordadores y los barcos Ro-Ro, que permite que la proa se articule hacia arriba y hacia abajo, proporcionando acceso a la rampa de carga y la cubierta de almacenamiento cerca de la línea de flotación.
Sin embargo, en el diseño moderno del ferry durante los últimos 25 años, las viseras de proa han dado paso a las puertas con forma de almejas. En lugar de una visera grande, dos mitades se abren horizontalmente para revelar la rampa de carga y la plataforma. Se cree que estas son más seguras que las puertas con visera de proa, ya que en una puerta con visera de proa, las fuerzas que actúan sobre la puerta por el impacto de las olas son absorbidas por las bisagras y cerraduras, que pueden fallar. Con puertas de almeja, las fuerzas de las olas son absorbidas por la superestructura de proa circundante. Además, en los buques de navegación marítima debería haber puertas de proa interiores o "puertas de mamparo de colisión" detrás de la rampa de carga. Estas puertas son una extensión superior del mamparo de colisión y actúan como una barrera secundaria contra el agua que ingresa a la cubierta del automóvil, en caso de que fallaran las puertas de proa primarias.
Se han registrado varios incidentes en los que las viseras de proa se han abierto parcialmente mientras el barco está en movimiento, lo que ha provocado que algunos barcos tengan que reforzar los mecanismos de bloqueo de la visera.
La falla de la visera de proa también ha causado directamente la pérdida de algunos barcos, como el M/S Estonia en 1994, con 852 muertos; o que el buque iniciara el trayecto con las puertas abiertas por error como el MS Herald of Free Enterprise en 1987, falleciendo 193 personas.